# Tua (kulle i Antarktis)
Tua är en kulle i Antarktis. Den ligger i Östantarktis. Norge gör anspråk på området. Toppen på Tua är 1 435 meter över havet.
Terrängen runt Tua är platt åt nordväst, men åt sydost är den kuperad. Trakten är obefolkad. Det finns inga samhällen i närheten. 